# Teufelssee und Urwald Fünfeichen
Teufelssee und Urwald Fünfeichen este o arie protejată (arie specială de conservare — SAC, sit de importanță comunitară — SCI) din Germania întinsă pe o suprafață de 153,42 ha, integral pe uscat.

## Localizare
Centrul sitului Teufelssee und Urwald Fünfeichen este situat la coordonatele 52°10′11″N 14°28′26″E / 52.1697°N 14.4739°E.

## Înființare
Situl Teufelssee und Urwald Fünfeichen a fost declarat sit de importanță comunitară în septembrie 2000.

## Biodiversitate
Situată în ecoregiunea continentală, aria protejată conține 4 habitate naturale: Lacuri și iazuri distrofice naturale, Mlaștini turboase de tranziție și turbării mișcătoare, Păduri de stejar și carpen Galio-Carpinetum, Păduri acidofile de stejar bătrân cu Quercus robur pe câmpii nisipoase.
La baza desemnării sitului se află mai multe specii protejate:
- păsări (3): barză neagră (Ciconia nigra), codalb (Haliaeetus albicilla), grangur (Oriolus oriolus)
- nevertebrate (3): croitorul mare al stejarului (Cerambyx cerdo), libelule (Leucorrhinia pectoralis), rădașcă (Lucanus cervus)

Pe lângă speciile protejate, pe teritoriul sitului au mai fost identificate 30 de specii de plante.